# Zdzisław Nardelli
Zdzisław Nardelli (ur. 18 października 1913 w Cieszynie, zm. 21 maja 2006 w Warszawie) – reżyser radiowy, literat i poeta.

## Życiorys

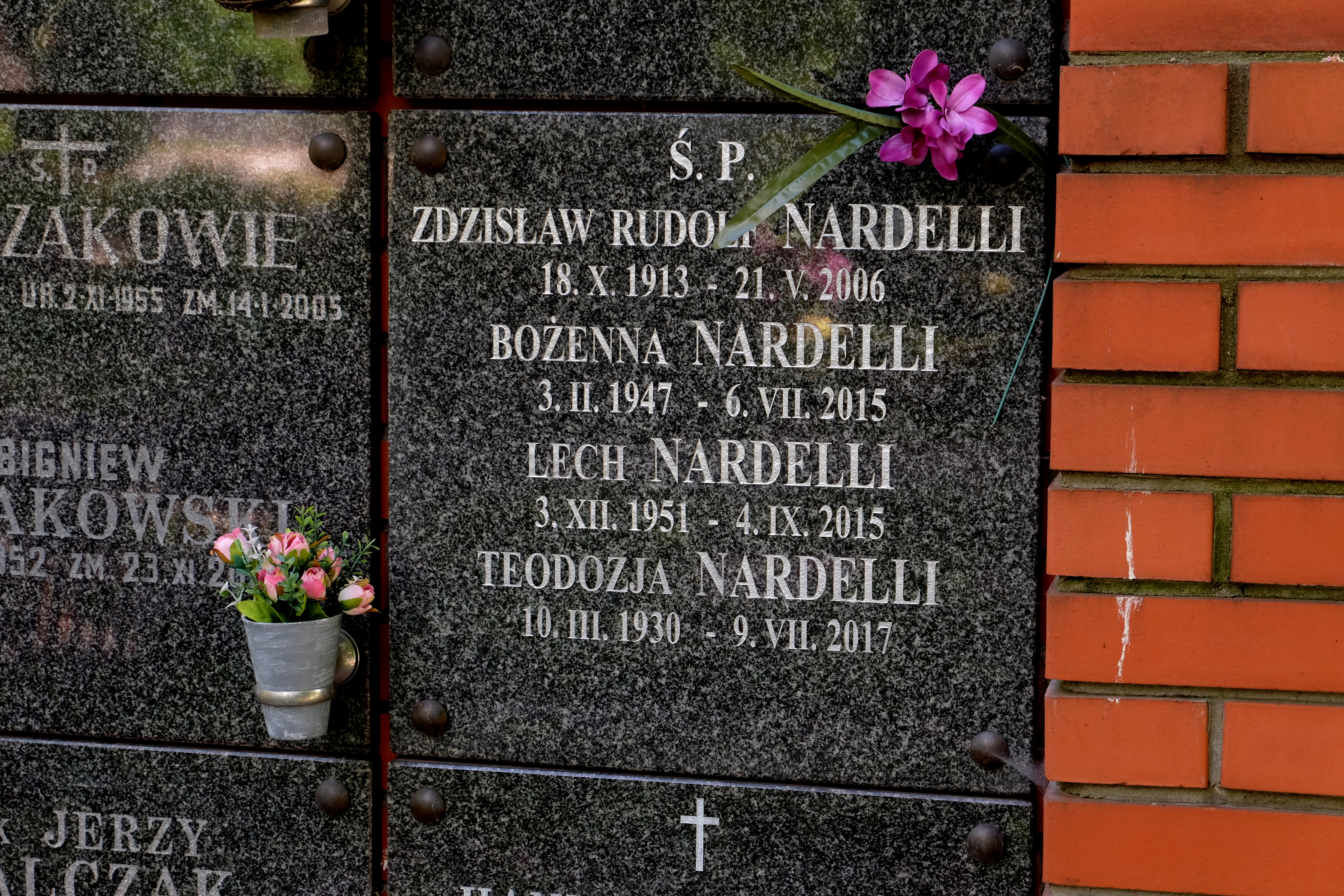
Grób Zdzisława Nardelliego na cmentarzu ewangelicko-augsburskim przy ul. Młynarskiej w Warszawie

Urodził się w rodzinie kupców włoskich osiadłych w XVIII w. w Cieszynie.
Ukończył w 1935 Wołyńską Szkołę Podchorążych Rezerwy Artylerii. Studiował polonistykę na Uniwersytecie Jagiellońskim i współpracował z awangardowym Teatrem Cricot w Krakowie. W chwili wybuchu II wojny światowej był w stopniu podchorążego rezerwy, ogniomistrza i dowódcy Samodzielnego Plutonu Artylerii Fortecznej 3 Pułku Strzelców Podhalańskich (należącego do 21. Dywizji Piechoty Górskiej), stacjonującego w koszarach w Białej. Po bitwie pod Tomaszowem Lubelskim wzięty do niewoli 18 września 1939. Przetrzymywany był w Stalagu VIII C Sagan (nr jeniecki 4985). W obozie rozpoczął działalność oświatową i artystyczną. 20 maja 1940 został przeniesiony do Stalagu VIII A Görlitz. Następnie wraz z innymi jeńcami polskimi z Görlitz Nardelli dostał się do Stalagu VI B Neu Versen, do obozu w Fullen 3 lutego 1941 a następnie do obozu w Hoffnungsthal, gdzie został kierownikiem teatru, brał udział w akcjach sabotażowych oraz współpracował z konspiracyjną komórką Armii Krajowej. 21 grudnia 1943 w Hoffnungsthal, w Arbeits-Kommando nr 281, Nardelli został aresztowany pod zarzutem działalności komunistycznej i przewieziony do więzienia w Bonn-Haardthöhe, następnie więziony był w Monschau, Brauweiler, Kolonii i KL Buchenwald (nr więzienny 81824). Przed samym wyzwoleniem obozu przez armię amerykańską na początku kwietnia 1945 uciekł. Od maja 1945 krótko pracował w Ośrodku Polskim w Erfurcie jako kierownik Referatu Artystycznego. Po powrocie do kraju objął dyrekcję programową Rozgłośni Radiowej Polskiego Radia w Krakowie. Następnie organizował rozgłośnie w Szczecinie i Koszalinie. W 1956 rozpoczął pracę w Polskim Radiu w Warszawie, najpierw został kierownikiem Teatru Małych Form, a później w latach 1969–1976 pełnił funkcję dyrektora Teatru Polskiego Radia. Był cenionym reżyserem i realizatorem słuchowisk radiowych. Zrealizował około 1 500 słuchowisk, m.in. Dziady Adama Mickiewicza, Wesele i Warszawianka Stanisława Wyspiańskiego, Rzeźnia Sławomira Mrożka. Reżyserował także powieść radiową Matysiakowie. Nardelli był zapraszany do realizacji słuchowisk autorów polskich przez radiofonie zagraniczne, m.in. Sender Freies Berlin, Centro di Produzione di Milano, RAI w Rzymie, a także w radiu w Oslo i w Bratysławie. Sprawował funkcję jurora międzynarodowego konkursu na słuchowisko radiowe „Prix Italia” w Turynie.
Napisał cztery powieści autobiograficzne: Pasztet z ojczyzny – epopeja września 1939, Otchłań ptaków – opis gehenny jenieckiej w obozach nazistowskich (z wspomnieniem spotkania z Messiaenem w obozie w Görlitz); Płaskorzeźby dyletanta – o pełnej pasji pracy organizatora, a później reżysera radiowego, rozpoczętej w 1945 w Krakowie; Sprzedawca śniegu nie została dotąd wydana.
Był stryjem aktora Andrzeja Nardellego. Zmarł 21 maja 2006, został pochowany na Cmentarzu Ewangelicko-Augsburskim w Warszawie (kolumbarium-1-11).

## Odznaczenia
- Krzyż Komandorski z Gwiazdą Orderu Odrodzenia Polski (10 grudnia 2001)[3].

## Nagrody
- Złoty Mikrofon (1971)